# Przedgłowie

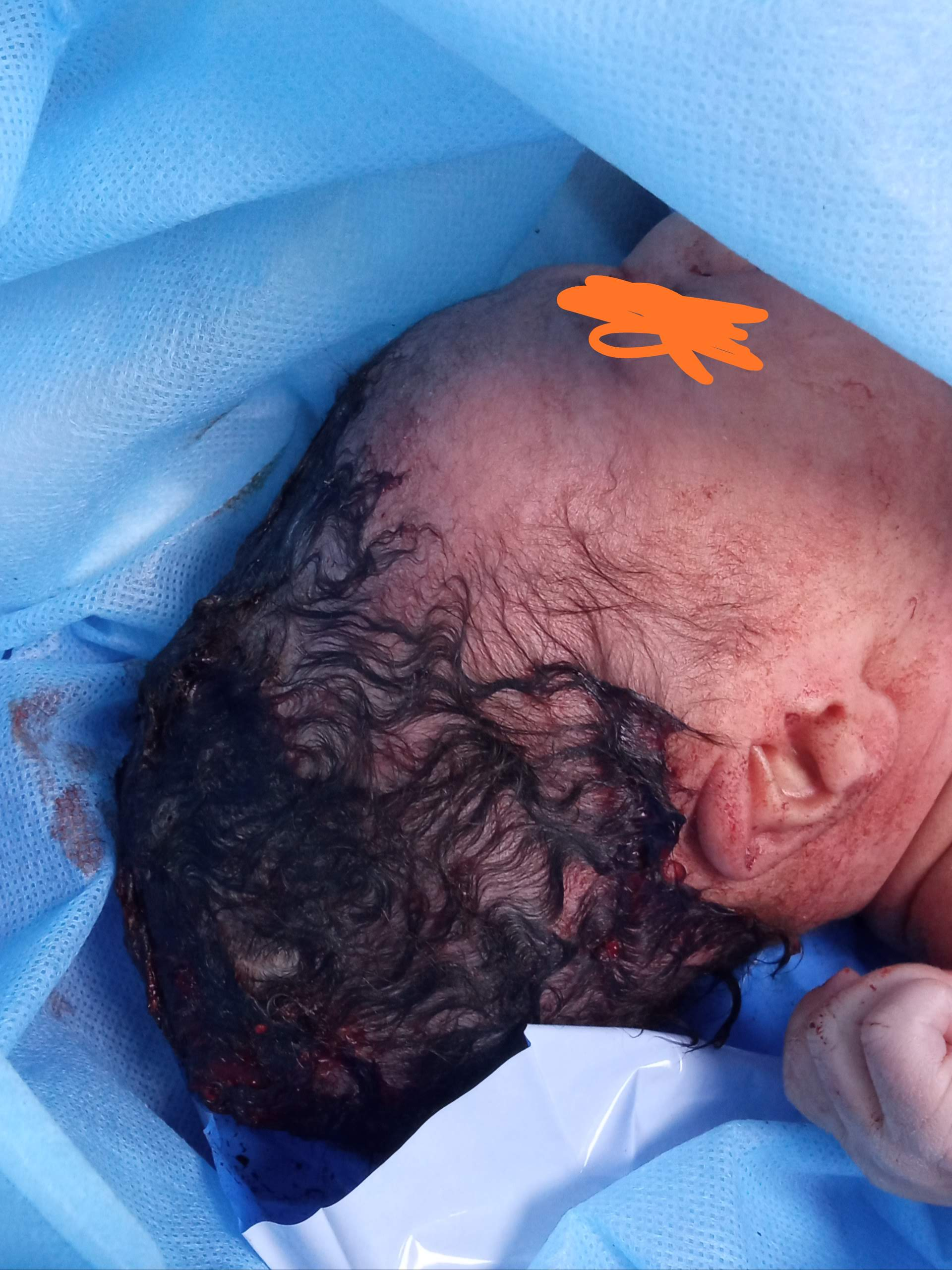
Głowa niemowlęcia z przedgłowiem

Przedgłowie (łac. caput succedaneum) – niewielki obrzęk surowiczo-krwotoczny tkanek miękkich u noworodka, spowodowany uciskiem główki w kanale rodnym w trakcie akcji porodowej. Wylew krwawy wiąże się z zastojem żylnym i limfatycznym, wchłania się samoistnie w ciągu kilku dni po porodzie i w związku z tym nie wymaga leczenia. Obrzęk pojawia się bezpośrednio po urodzeniu oraz może przekraczać granice szwów czaszkowych, co pozwala na jego różnicowanie z krwiakiem podokostnowym.